# Павле Павловић (филм)
Павле Павловић, познат по називу и као Мала прича мог живота је југословенски и српски филм Пурише Ђорђевића, снимљен 1975. године.
Главне улоге тумаче Милена Дравић, Слободан Ђурић и Беким Фехмију.
Југословенска кинотека у сарадњи са ВИП мобајл и Центар филмом је рестаурисала овај филм. Премијера је одржана 22. јануара 2021. онлајн посредством фејсбук налога ВИП мобајл.

## Кратак садржај
Млади радник Павле Павловић, у средини натопљеној ситном корупцијом, злоупотребом самоуправних слогана и сломом морала, постаје бунтовник који ће на крају страдати.
Павле Павловић металац, говори отворено о проблемима своје фабрике у једној телевизијској серији. Од управе добија стан, а за узврат повлачи дату изјаву, али губи пријатељство и поверење својих колега. Живот започиње из почетка у другом предузећу, кроз рад и пожртвованост и поново стиче другове . Упадајући изнова у нови низ заплета у којима се суочава чак и са криминалом око илегалног пребацивања радника у иностранство, на крају губи живот.

## Улоге
| Глумац                    | Улога                       |
| ------------------------- | --------------------------- |
| Беким Фехмију             | Павле Павловић              |
| Милена Дравић             | Адела                       |
| Слободан Ђурић            | музички менаџер             |
| Раде Марковић             | Друг Цветић                 |
| Љуба Тадић                | Министар Благојевић         |
| Скендер Работина          | Радник Скендер              |
| Љубинка Бобић             | Директорка диско куће       |
| Фарук Беголи              | Студент препродавац         |
| Свјетлана Кнежевић        | Студенткиња                 |
| Ђорђе Ненадовић           | Председник радничког савета |
| Стојан Аранђеловић        | Павлов брат                 |
| Мавид Поповић             | Директор Делић              |
| Данило Стојковић          | Павлов бивши колега         |
| Душан Антонијевић         | Јанко                       |
| Воја Брајовић             | Студент са брадом           |
| Петар Божовић             | Представник штрајкача       |
| Мирко Милисављевић        | Протерани директор          |
| Божидар Стошић            | Павлов комшија              |
| Виктор Старчић            | Лекар                       |
| Јосиф Татић               | Млађи друг из синдиката     |
| Предраг Милинковић        | Тв редитељ                  |
| Добрила Стојнић           |                             |
| Душан Вујисић             | Богаташ                     |
| Бранислав Цига Миленковић | Бранко Миленковић           |
| Олга Јанчевецка           | Певачица                    |
| Тони Лауренчић            | Млади директор              |
| Јован Јанићијевић Бурдуш  | Власник ресторана           |
| Васа Пантелић             | Функционер                  |
| Мирослава Николић         | Медицинска сестра           |
| Стеванка Чешљаров         | ТВ спикерка                 |
| Мирко Даутовић            |                             |
| Весна Пећанац             |                             |
| Ратко Милетић             |                             |
| Драган Војновић           |                             |
| Ранко Коваћевић           | Стари друг из синдиката     |
| Миомир Радевић            | Силеџија                    |
| Душко Петровић            | Председник комитета         |
| Даница Марковић           |                             |
| Ненад Мицовић             |                             |
| Драгољуб Новаковић        |                             |
| Бранко Петковић           |                             |